# Santo Domingo de Silos (España)
Santo Domingo de Silos es un municipio y localidad española de la provincia de Burgos, en la comunidad autónoma de Castilla y León. Con una población de 247 habitantes (INE 2024), el término municipal, además de la localidad homónima, incluye los núcleos de Hinojar de Cervera, Hortezuelos y Peñacoba.
Algunos investigadores apuntan a que el monasterio de Santo Domingo de Silos está ligado a la historia de Rodrigo Díaz de Vivar (Cid Campeador) ya que éste y su esposa Jimena donaron algunas de sus heredades al monasterio, cuyo claustro aún se estaba construyendo en 1081, año en que el Cid fue desterrado. Turísticamente, forma con las vecinas localidades de Lerma y Covarrubias el llamado «Triángulo del Arlanza», además de encontrarse en el denominado Camino del Cid.

## Ubicación
| Noroeste: Contreras           | Norte: Contreras         | Nordeste: La Revilla y Ahedo |
| Oeste: Santibáñez del Val     |                          | Este: Carazo y Mamolar       |
| Suroeste: Ciruelos de Cervera | Sur: Espinosa de Cervera | Sureste: Arauzo de Miel      |

## Geografía

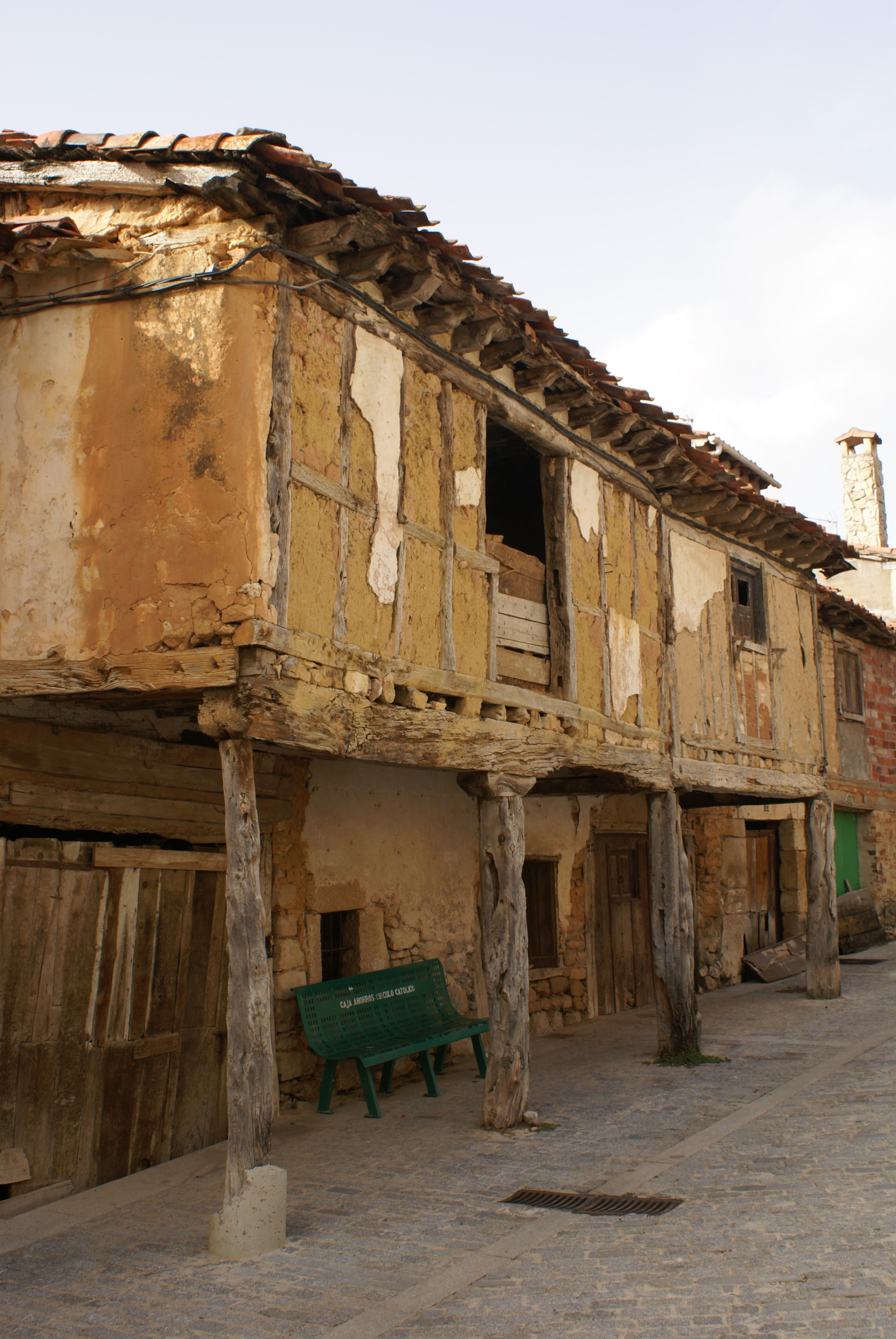
Soportales en la localidad

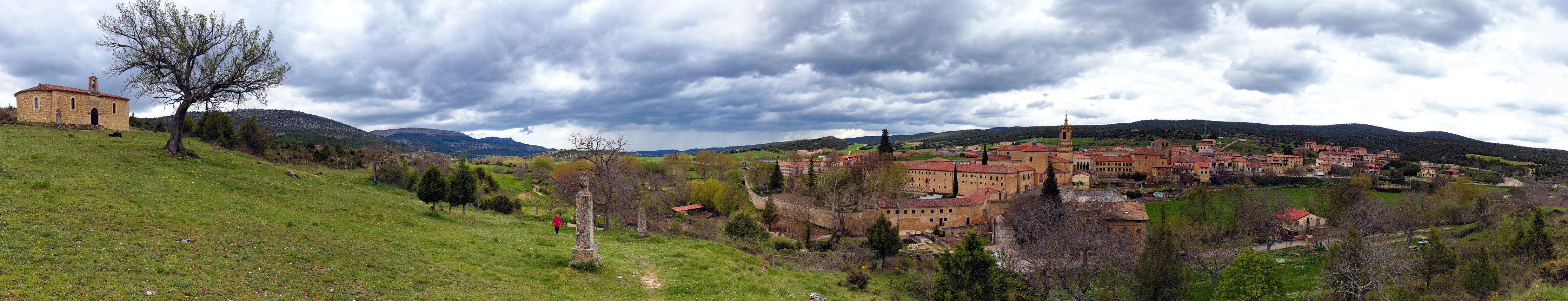
Panorámica de Santo Domingo de Silos

Su término municipal comprende también las aldeas de Peñacoba, Hortezuelos e Hinojar de Cervera. La localidad está situada en un nudo de caminos históricos: la Ruta de la Lana, el Camino del Cid, ruta del destierro de El Cid, y el Camino Castellano-Aragonés.
La población, en la ribera del río Mataviejas o Ura, conserva un interesante conjunto monumental que incluye restos de murallas, algunas casonas blasonadas, una iglesia gótica, el Museo de los Sonidos de la Tierra, –que expone instrumentos musicales de los cinco continentes– y, principalmente, el monasterio del mismo nombre que le da fama.
Está ubicado en la comarca de La Demanda y Pinares y pertenece al partido judicial de Salas de los Infantes. Forma parte de la Mancomunidad de La Yecla, con sede en Santa María del Mercadillo. Con fines de promoción turística, forma con las vecinas localidades de Lerma y Covarrubias lo que se ha venido a llamar «Triángulo del Arlanza». Es parte del denominado Camino del Cid.

## Historia
La localidad aparece descrita en el tomo xiv del Diccionario geográfico-estadístico-histórico de España y sus posesiones de Ultramar de Pascual Madoz de la siguiente manera:

SILOS (Sto Domingo de): v. cab. de ayunt. que forma con sus 3 ald. denominadas Peñacova, Onteruelos é Hinojal de Cervera, en la prov., aud. terr., c. g. y dióc. de Búrgos (9 leg.), part. jud. de Salas de los Infantes (3). sit. en un profundo valle, que se tituló en lo ant. Tabladillo, cercado de elevadísimas cuestas de escarpados peñascos; reinan con frecuencia los vientos del N. y O.; su clima es templado y sano; las enfermedades comunes son afecciones de pecho, reumas y catarros. Tiene 207 casas circuidas por algunos restos de su ant. muralla, en que aun existen 4 puertas con sus sólidos arcos; muchas de aquellas ostentan sobre su fachada ilustres escudos de armas; hay casa consistorial, escuela de instruccion primaria, dotada con 1,100 rs. vn.; un suntuoso ex-monast. de benedictinos cuya igl. dedicada á Sto. Domingo de Silos es la actual parr., servida por un cura párroco, cuyo cargo era antiguamente anejo á la abadía; una ermita bajo la advocacion de San Pedro Apóstol, y otra de la Vírgen de la Cuesta fuera de la pobl., donde se halla tamb. un ex-conv. de franciscos, y el cementerio sit. en parage ventilado. El térm. confina N. Contreras; E. Carazo; S. Arauzo de Miel, y O. Santibañez del Val; en él se encuentran las ald. ó cas. denominados Yecla, San Quilez, La Calderera, Barbascones y Santiago. El terreno es pedregoso y áspero en su mayor parte por las cuestas que rodean al valle, aunque este es de regular calidad y de secano, por la profundidad del cauce del r. Mataviejas que le cruza, y sobre el cual hay dos puentes; la parte montuosa está poblada de encinas y mata baja; contiene abundantes canteras de piedra de cal, y alguna de piedra jaspe. Los caminos son locales y se hallan en regular estado. El correo se recibe de Aranda de Duero, por medio de un peaton los jueves, y se despacha los miércoles. prod.: cereales, legumbres y hortalizas; cria ganado lanar y cabrio; caza de perdices, jabalies y venados, y pesca de truchas. ind.: 4 molinos de harina y una fáb. de curtidos de pieles. pobl.: 156 vec., 584 alm. cap. prod.: 795,600 rs. imp.: 66,821 contr.: 11,113 rs. 12 mrs.
(Madoz, 1849, p. 398)

## Administración y política
| Periodo   | Nombre                   | Partido |
| --------- | ------------------------ | ------- |
| 1979-1980 | Félix Martínez Benito    | UCD     |
| 1980-1983 | Ladislao Ortega Palomero | CD      |
| 1983-1991 | Agapito Saiz Alameda     | PSOE    |
| 1991-2005 | Emeterio Martín García   | PP      |
| 2005-2007 | Jesús Martínez Andrés    | PP      |
| 2007-     | Emeterio Martín Brogeras | PP      |

| Partido político                         | 2023  | 2023  | 2023       | 2019  | 2019  | 2019       | 2015  | 2015  | 2015       | 2011  | 2011  | 2011       | 2007  | 2007  | 2007       |
| Partido político                         | Votos | %     | Concejales | Votos | %     | Concejales | Votos | %     | Concejales | Votos | %     | Concejales | Votos | %     | Concejales |
| Partido Popular (PP)                     | 105   | 50,97 | 4          | 98    | 86,73 | 7          | 111   | 81,62 | 7          | 137   | 76,54 | 7          | 131   | 56,71 | 5          |
| Partido Socialista Obrero Español (PSOE) | 96    | 46,6  | 3          | —     | —     | —          | —     | —     | —          | —     | —     | —          | —     | —     | —          |
| SI                                       | —     | —     | —          | —     | —     | —          | —     | —     | —          | —     | —     | —          | 73    | 31,6  | 2          |
| TC - ACAL                                | —     | —     | —          | —     | —     | —          | —     | —     | —          | —     | —     | —          | 22    | 9,52  | 0          |

## Demografía
Santo Domingo de Silos cuenta con una población de 247 habitantes (INE 2024).
| Gráfica de evolución demográfica de Santo Domingo de Silos entre 1842 y 2021                                          |
| |
| Población de derecho según los censos de población del INE. Población de hecho según los censos de población del INE. |

### Población por núcleos
| Entidad de población                                           | Coordenadas                               | Población (2023) | Mapa                                                                 |
| -------------------------------------------------------------- | ----------------------------------------- | ---------------- | -------------------------------------------------------------------- |
| Santo Domingo de Silos                                         | 41°57′45″N 3°25′11″O / 41.96250, -3.41972 | 176              | \| Santo Domingo de Silos Hinojar de Cervera Hortezuelos Peñacoba \| |
| Hinojar de Cervera                                             | 41°56′51″N 3°27′07″O / 41.94750, -3.45194 | 6                | \| Santo Domingo de Silos Hinojar de Cervera Hortezuelos Peñacoba \| |
| Hortezuelos                                                    | 41°56′00″N 3°27′10″O / 41.93333, -3.45278 | 44               | \| Santo Domingo de Silos Hinojar de Cervera Hortezuelos Peñacoba \| |
| Peñacoba                                                       | 41°56′21″N 3°24′15″O / 41.93917, -3.40417 | 35               | \| Santo Domingo de Silos Hinojar de Cervera Hortezuelos Peñacoba \| |
| Total                                                          |                                           | 261              | \| Santo Domingo de Silos Hinojar de Cervera Hortezuelos Peñacoba \| |
| Fuente: INE, 2023 y Google Earth                               |                                           |                  | \| Santo Domingo de Silos Hinojar de Cervera Hortezuelos Peñacoba \| |
| Santo Domingo de Silos Hinojar de Cervera Hortezuelos Peñacoba |                                           |                  | \| Santo Domingo de Silos Hinojar de Cervera Hortezuelos Peñacoba \| |

## Economía

### Evolución de la deuda viva municipal
| Gráfica de evolución de la deuda viva del ayuntamiento de Santo Domingo de Silos entre 2008 y 2023                             |
| |
| Deuda viva del ayuntamiento de Santo Domingo de Silos en miles de euros según datos del Ministerio de Hacienda y Ad. Públicas. |

La deuda viva municipal por habitante en 2023 ascendía a 735,63 €.

## Monumentos y lugares de interés

### Monasterio de Santo Domingo de Silos

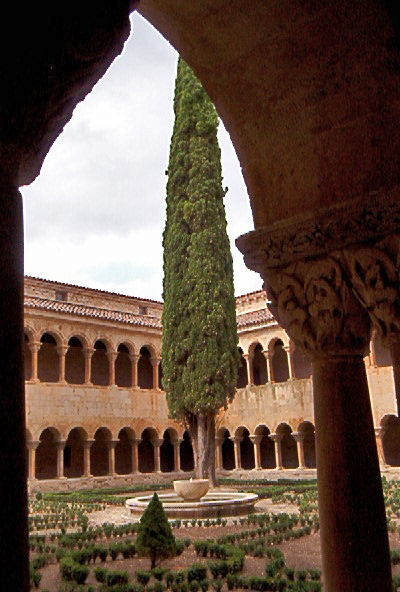
El ciprés y el claustro del monasterio.

Ya en tiempos de los visigodos hubo allí un cenobio dedicado a San Sebastián, que en la época del conde Fernán González fue restaurado y ampliado. Pero algo después, hacia 1042, el edificio sufrió otra profundísima renovación, bajo la iniciativa de un monje nacido en Cañas, La Rioja, de nombre Domingo. En el este del edificio se encuentra un reclinatorio donde se escribía a mano las obras maestras de aquel entonces 
El monje pasó por San Millán y acabó impulsando la comunidad de este lugar por encargo del rey Fernando I, emprendiendo una magnífica obra románica, de la que únicamente quedan los claustros y la Puerta de las Vírgenes. Lo demás es ya obra de los siglos XVIII y XIX, básicamente neoclásica. La fama de santidad de Domingo y su canonización generaron un notable atractivo para esta comunidad benedictina, de la que fue responsable hasta su muerte, en 1073.
El cenobio estaba deteriorado en el siglo XVIII y se emprendió una restauración en 1733, que continuó hasta inicios del XIX, con participación, entre otros, de Ventura Rodríguez. Por suerte se acabaron los fondos y no se eliminó toda la obra anterior. Destaca en el conjunto monumental el patio interior de dos pisos, de 22 por 24 metros, sumamente armónico, construido con arquerías de doble columna, salvo en el centro, donde existen sendos haces de cuatro columnas. Son magníficos los capiteles, donde se denota una amplia temática, en la que destacan ejemplares claramente enraizados con el arte andalusí. En la galería norte del claustro inferior se halla el sepulcro de Santo Domingo, precedido de una estatua yacente con la efigie del monje, que descansa sobre un grupo de tres leones.
El claustro superior es también bello, aunque más sencillo y, obviamente, posterior que el de abajo. Desde el patio se contempla una interesante imagen, en la que se puede comparar la gracia románica con la austeridad o pesadez de los muros de la iglesia y del sólido campanario del siglo XVIII. La iglesia es neoclásica, realizada con planos de Ventura Rodríguez.
Entre las dependencias monacales también hay una botica dieciochesca, con bella colección de cerámica de Talavera, y un museo, en el que se exponen piezas principales que se salvaron de la desamortización, tales como esculturas mozárabes y románicas, restos del viejo monasterio, piezas de orfebrería y esmaltes.

### Iglesia de San Pedro

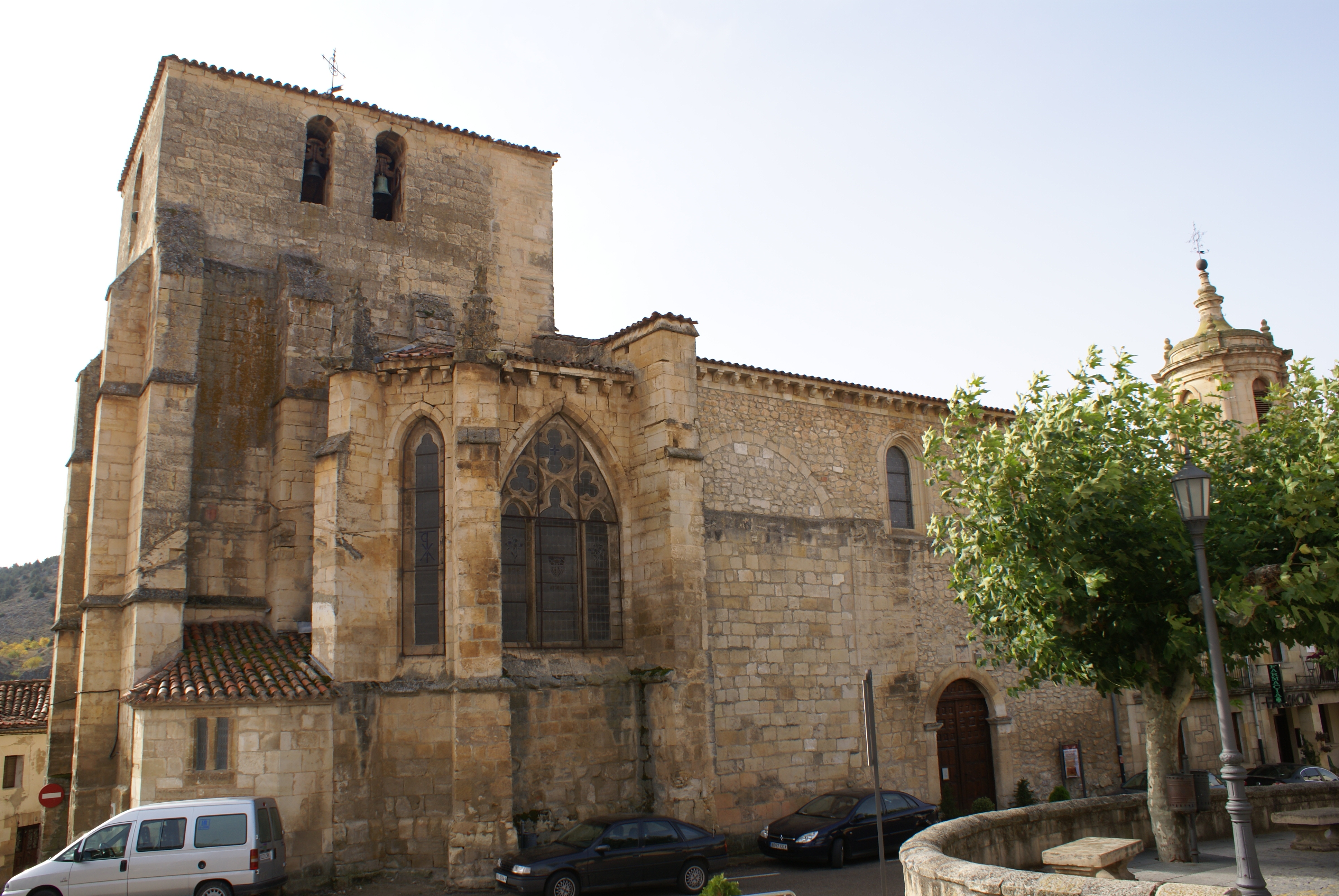
Iglesia de San Pedro.

Realizada entre los siglos XII y XVII, alberga la Virgen del Mercado, patrona de la localidad.

### Cercanías
En las cercanías de Santo Domingo está el desfiladero de La Yecla, cañón del río Mataviejas, atractivo natural.
Tampoco mucho más lejos, a unos 3-4 km al norte, se conserva el Cementerio de Sad Hill, obra de arquitectura cinematográfica donde se rodó la escena final de la película El bueno, el feo y el malo y que ha sido objeto de una recuperación por los voluntarios de la Asociación Cultural Sad Hill.

## Fiestas

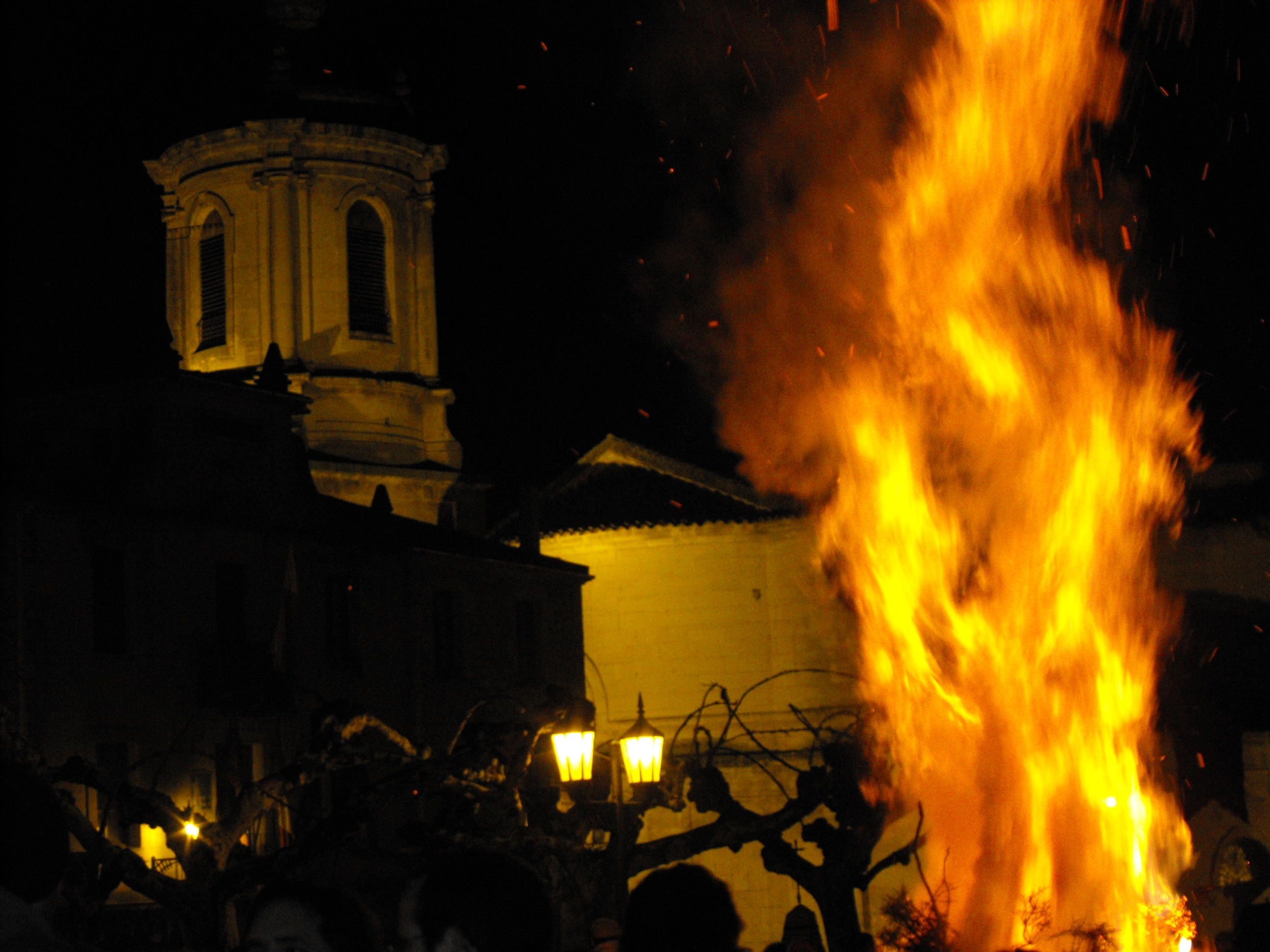
Hoguera en la Fiesta de los Jefes.

El tercer fin de semana tras la Epifanía se celebra en el municipio la tradicional Fiesta de los Jefes.